# 横山展望台
横山展望台（よこやまてんぼうだい）は志摩半島南部の三重県志摩市阿児町鵜方にある標高203 mの横山に設置されている展望台。横山の名は、沖合からこの山を眺めると横長に見えるからとされる。
横山展望台は、2018年に横山天空カフェテラスという名でリニューアルし、他にも木漏れ日テラス、そよ風テラスも同年にリニューアルしている。現在、それら横山にある複数の展望台を横山展望台とよんでいる。

## 横山の概要

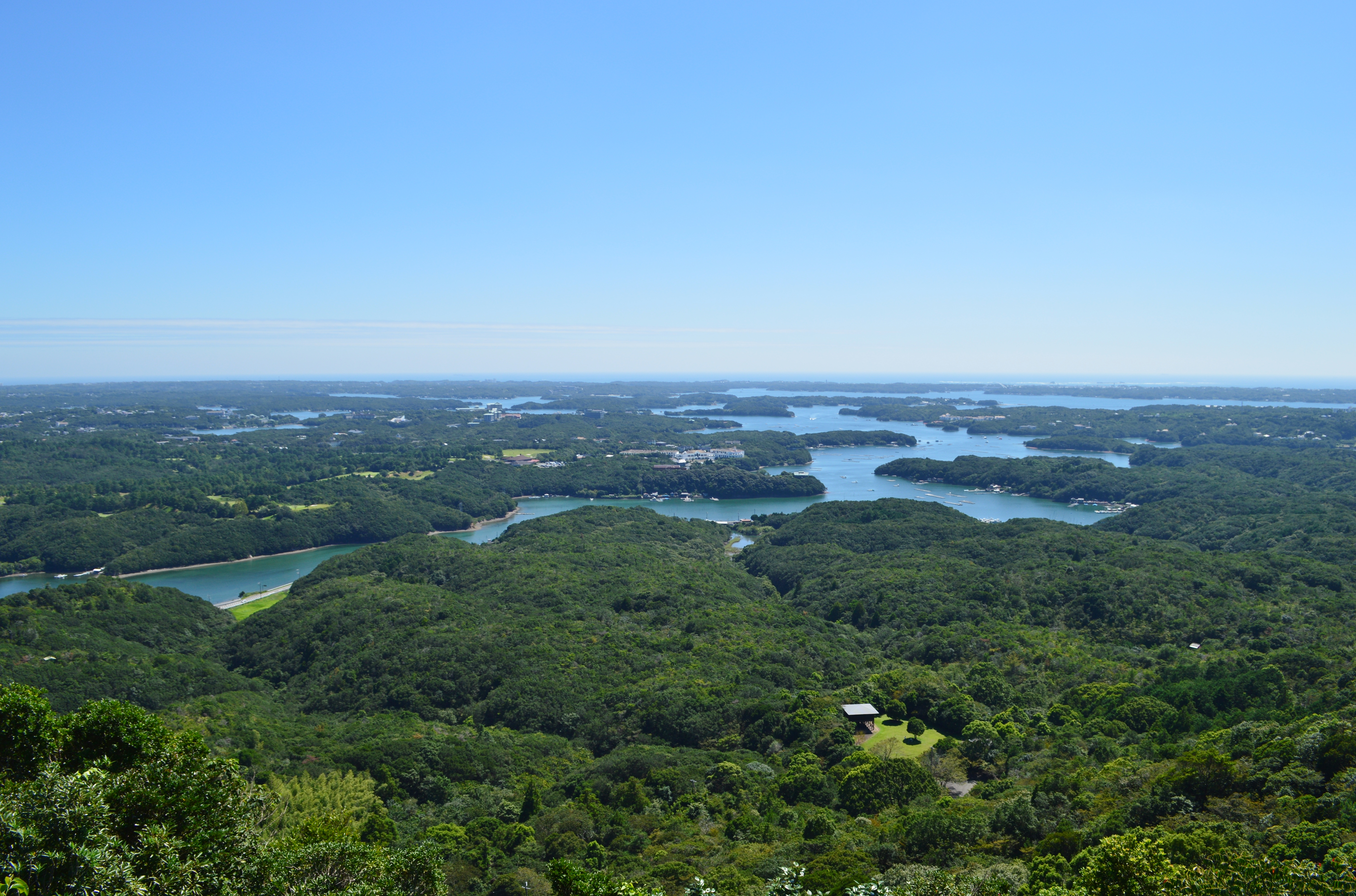
横山展望台から望む英虞湾

横山は三重県志摩市阿児町鵜方と同市浜島町迫子の境にある山で、山頂には三等三角点（基準点名「浅間山」、標高203.23 m）が設置されていて、旧志摩郡阿児町の最高峰であった。南側に英虞湾、東側に太平洋、西側に紀伊山地や熊野灘を望み、地質的には四万十層群に含まれる。山は志摩市の市有地であるが、1957年（昭和32年）に当時の阿児町が当時の環境庁に貸与し、同庁によって登山道や遊歩道が整備された。1967年（昭和42年）には「鵜方笑おう会」によって500本のサクラが植樹された。中腹部に横山石神神社が鎮座する。
山の北側に「創造の森」があり、これは1993年（平成5年）度から三重県が生活環境保全林整備事業として整備し始めたもので、1996年（平成8年）5月4日に開園し、園内面積は25.5haで、芝生広場・ハナショウブ園・シバザクラの丘などがある。
1999年（平成11年）には環境庁により「横山ビジターセンター」（木造平屋・床面積477m2、総工費は3億7500万円）が登山口に設置され、横山のみならず、伊勢志摩国立公園全体の情報提供を行うほか「自然に触れ合う運動」の拠点となっている。

## 展望台
英虞湾を南に見下ろすことができる横山展望台には、横山天空カフェテラスから山頂方面に、木もれ日テラス、そよ風テラス、あご湾展望台、みはらし展望台があり、それらを結ぶ遊歩道が設置されている。各展望テラス・展望台からは南側に英虞湾の眺望が開け、英虞湾のリアス式海岸や英虞湾に浮かぶ無数の真珠養殖筏や大小さまざまな島々を見ることができる。展望台の周辺や遊歩道では、ウバメガシ・アセビ・トベラの群生が見られる。展望台からの夕日の眺めが良いとされ、『ミシュラン・グリーンガイド』では一つ星を獲得している。高浜虚子はここからの風景を「松島以上」と評した。
| 施設                                    | 標高（ｍ） |
| --------------------------------------- | ---------- |
| 芝生広場                                | 56         |
| 横山ビジターセンター 創造の森横山駐車場 | 62         |
| 展望台駐車場                            | 128        |
| 横山天空カフェテラス 木もれ日テラス     | 140        |
| そよ風テラス                            | 168        |
| あご湾展望台                            | 177        |
| みはらし展望台                          | 180        |

- 横山ビジターセンターは、伊勢志摩国立公園を紹介する施設として1999年に環境省が開設したビジターセンター[14]。横山展望台登り口にあり、伊勢志摩国立公園の気象情報や安全情報の提供、伊勢志摩国立公園の自然の特徴や歴史を、常設展示パネルや標本、4面シアターなどによる資料展示で説明が行われている。2022年に改装[14]。老朽化のため2025年2月6日から一時休館し、2-3週間かけて天窓の交換や外壁の塗装など改修工事を実施[14]。入場無料[9][15]。
- 横山天空カフェテラスは、駐車場からスロープが設置されており、車いすで行くことがでる[16]。横山展望台の中では最も大きな展望台で広いウッドデッキテラスがあり[9]、またカフェが設置され、2階には無料休憩スペースの展望スペースが設けられている[17]。
- 木もれ日テラスも横山天空カフェテラスと同じ標高にあり、横山天空カフェテラスから続くスロープが設けられ車いすでも行くことができる[9]。

- 英虞湾展望台は、横山展望台の中では最も英虞湾に近い展望台である[9]。

- みはらし展望台は、尾根にあり横山展望台の中で最も標高が高く、横山天空カフェテラスより広い270度の視界が開け、伊勢神宮の宮域林（神宮林）から先志摩半島の先端の志摩町御座まで望むことができ、天候が良ければ富士山や御前崎、赤石山脈（南アルプス）が見えることがある[9][10]。
- 芝生広場は、横山天空カフェテラスの下方の標高56mにあり、広く芝生が敷かれている[9]。

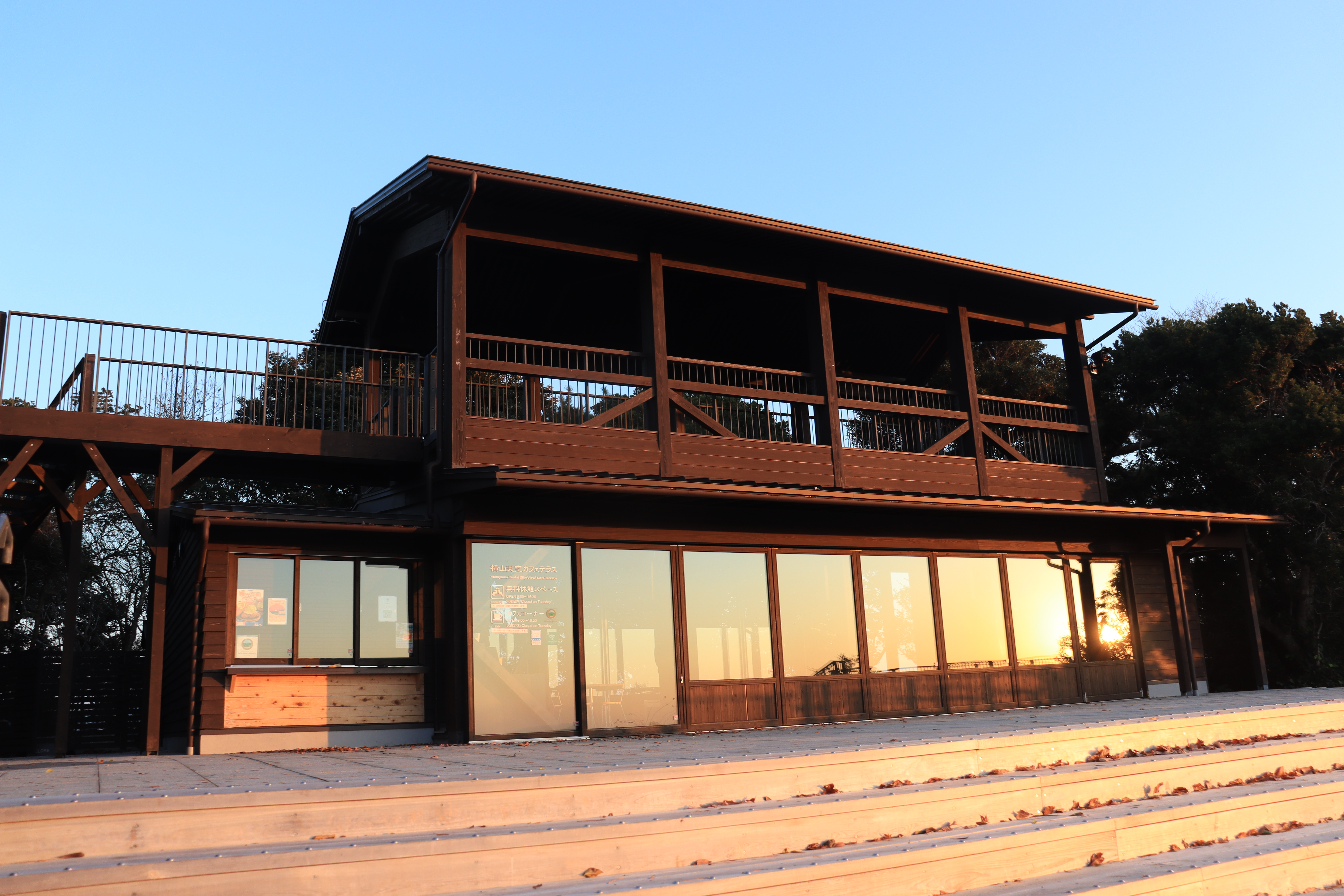
横山天空カフェテラス 1階にカフェと休憩所、2階に展望スペース。
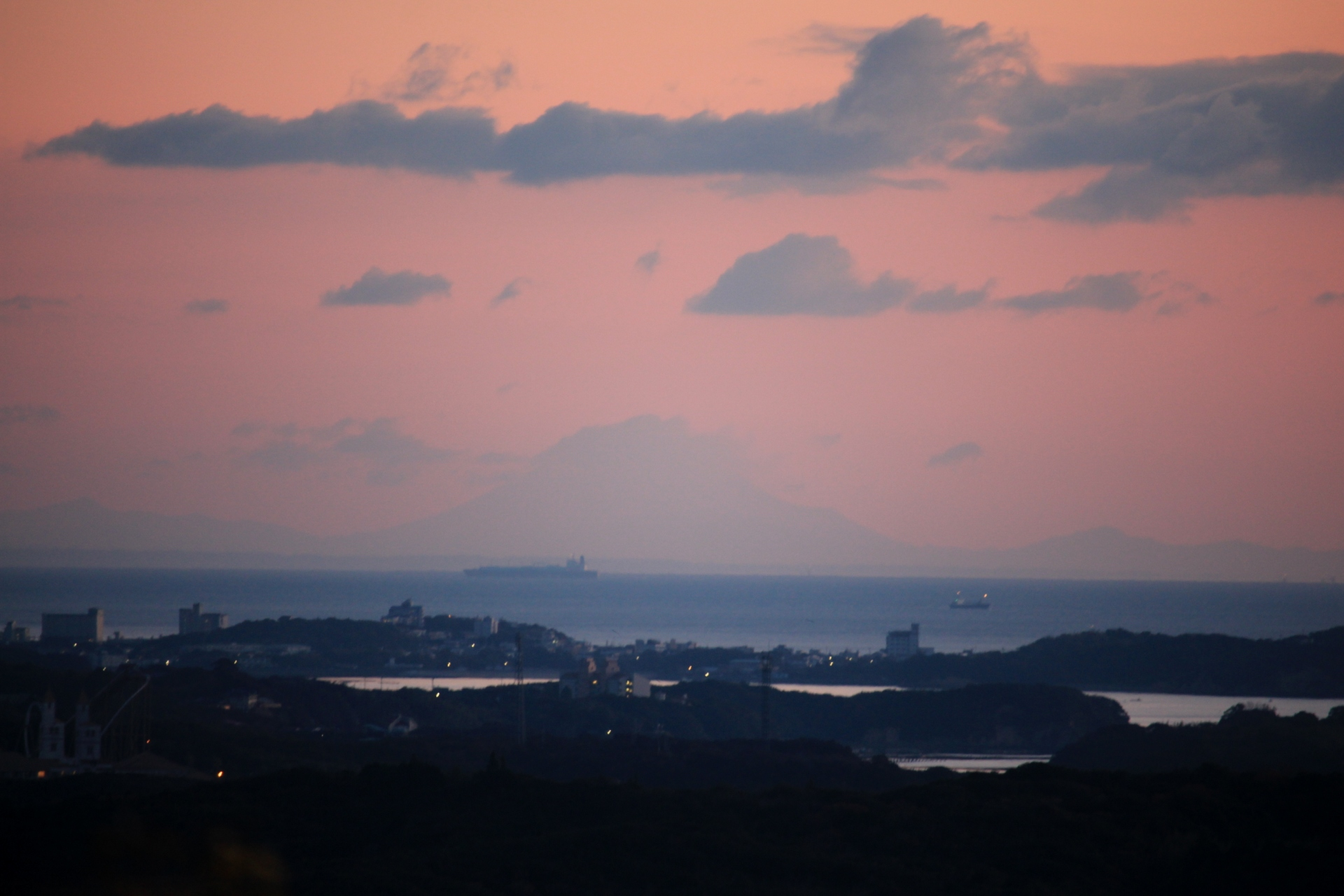
横山展望台から望む夜明け前の富士山
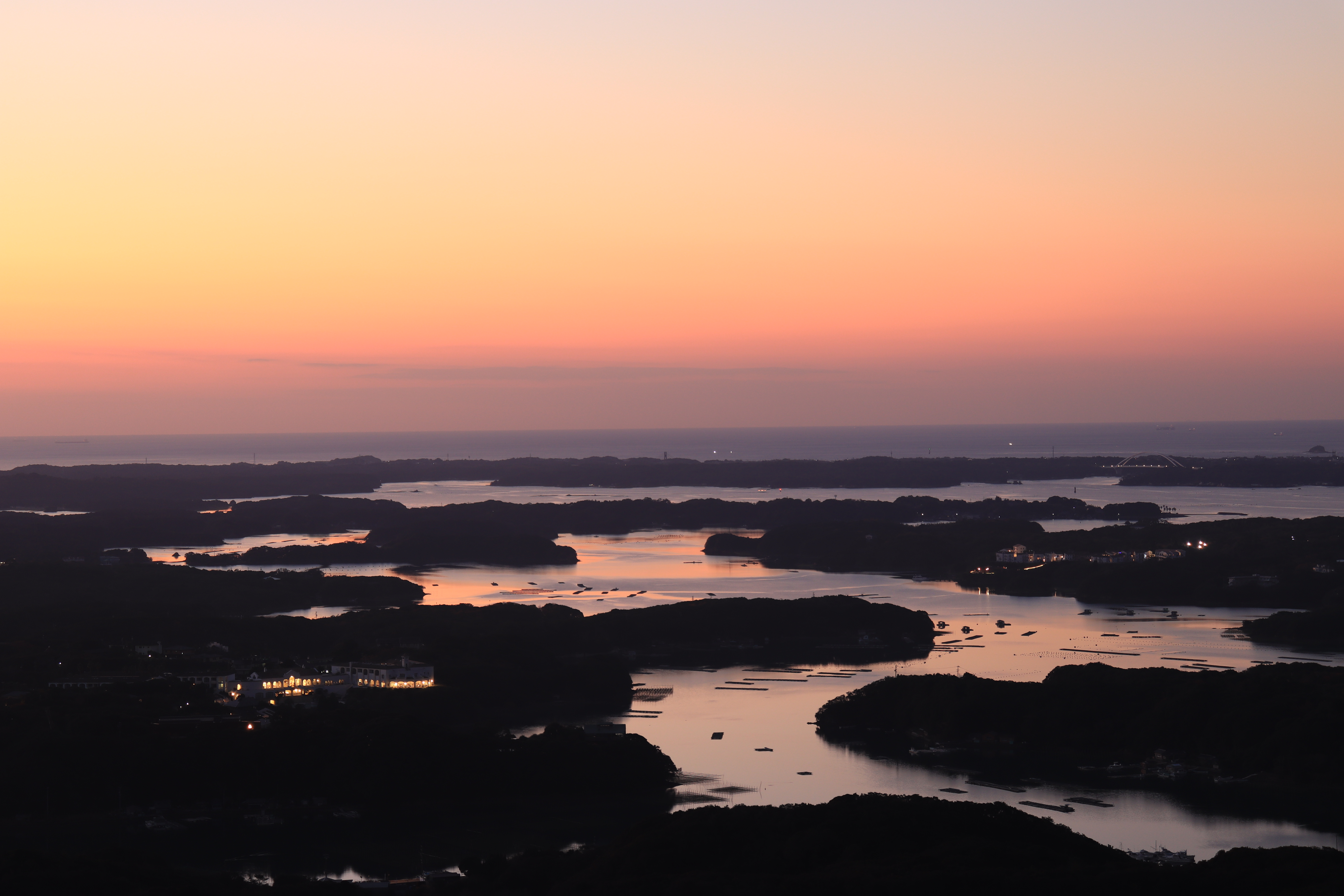
そよ風テラスの展望台から望む日の出前の英虞湾周辺

## アクセス
- 近鉄志摩線鵜方駅下車、タクシーで約10分（約3.8km）。
- 近鉄志摩線志摩横山駅・三重交通バス横山登山口バス停下車、徒歩約1時間（約3km）[18]。
- 国道167号から看板にしたがって西方向、横山ビジターセンターへ。駐車場は横山ビジターセンターから100ｍほど先の創造の森横山駐車場（36台）と横山展望台駐車場（28台）がある[19]。創造の森横山駐車場から徒歩約15分[19]。横山展望台駐車場から徒歩約5分。
- 横山天空カフェテラスへ向かうには通常、展望台駐車場のある方向から向かうが、別ルートとして横山ビジターセンター向かって左方向進んだ場所にある芝生広場（標高56ｍ）からも向かうことができる。芝生広場から横山天空カフェテラスまで距離約560ｍで徒歩15分程度[9]。駐車場あり[9]。